# Boncnyíres
Boncnyíres (románul Bonț) település Romániában, Kolozs megyében.

## Fekvése
A megye északi részén, Kolozsvártól 51 km-re, Szamosújvártól 9 km-re, Szamosújvár, Füzesmikola és Szék között fekvő település.

## Története
1275-ben Bonchnires néven említik először. Római katolikus temploma a középkorban épült, a reformáció idején a református vallást felvevő lakosság átalakítja az új vallás igényeinek megfelelően.
A települést 1603-ban Giorgio Basta katonái földig rombolják, csak két lakos éli túl a pusztítást. A templom is elpusztul, többé nem is építik újra, a magyar lakosság helyére pedig románok költöztek.
A trianoni békeszerződésig Szolnok-Doboka vármegye Szamosújvári járásához tartozott.

## Lakossága
1910-ben 652 lakosából 590 román, 41 cigány, 16 magyar és 5 német volt
2002-ben 398 lakosából 337 román, 60 cigány és 1 magyar nemzetiségűnek vallotta magát.